# قوم لائو

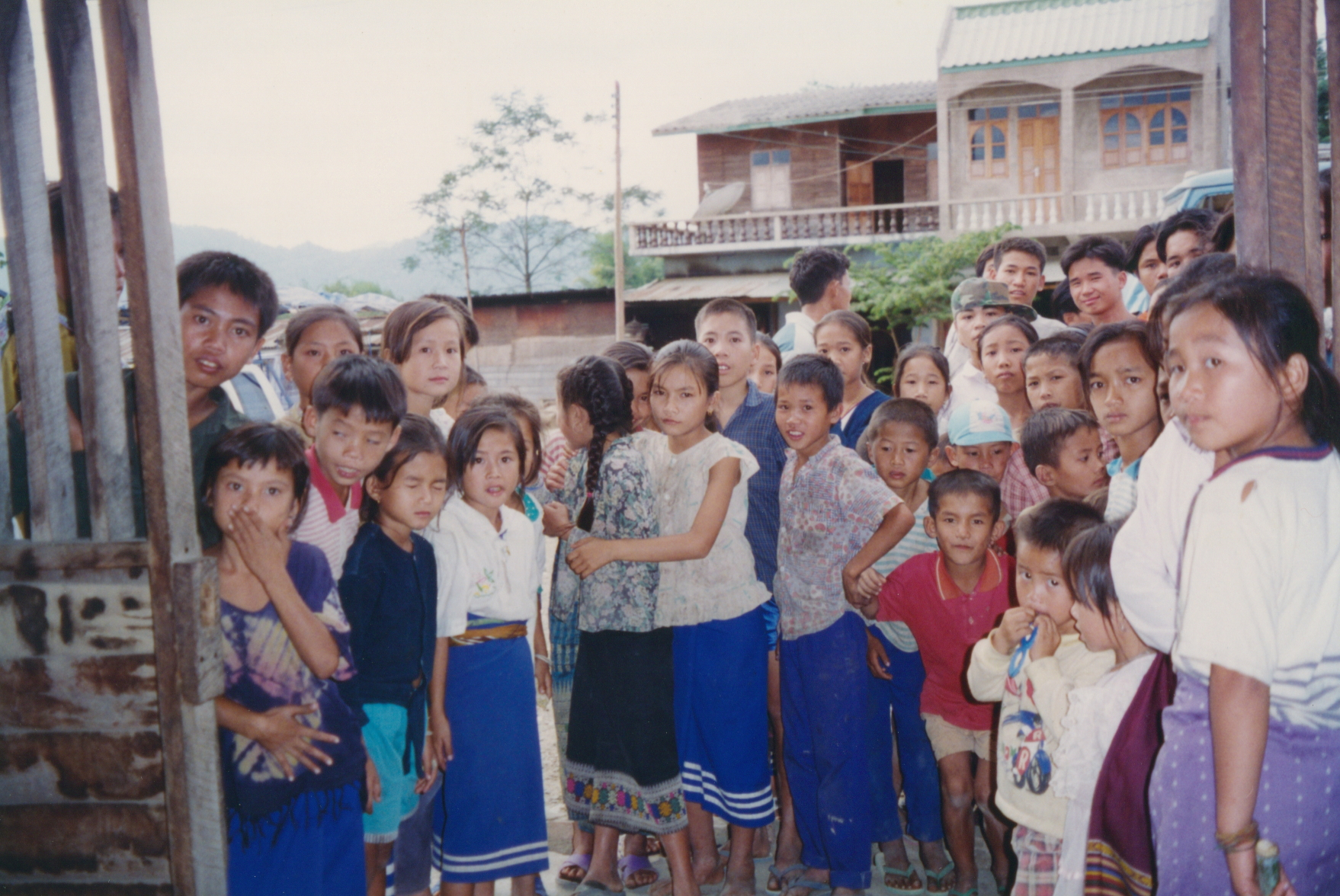
لائوها

لائو یا لائوسی‌ها قومی در جنوب شرقی آسیا هستند. اکثریت قریب به اتفاق مردم این قوم در لائوس (حدود ۶٫۵ میلیون نفر) و تایلند (حدود ۱۵۰۰۰) زندگی می‌کنند. لائوهای تایلند در منطقه آیسان زندگی می‌کنند، اگرچه بسیاری از مهاجران آیسان در سایر نقاط کشور مانند بانکوک کار می‌کنند. لائوها به چندین گویش زبانی صحبت می‌کنند که لائو و ایسان نامیده می‌شود. این زدو اغلب به عنوان یک زبان واحد در نظر گرفته می‌شوند. بسیاری از مردم در ایسان ترجیح می‌دهند زبان خود را به جای لایو یا لائوسی، ایسانی بنامند. این نتیجه فشارهای «تایلندی‌سازی» در قرن بیستم است، اما هنوز روابط فرهنگی نزدیک زیادی بین مردم لائوتبار وجود دارد.

## تاریخ
تاریخ لائوها با تاریخ هر دو بخش یعنی لائو و ایسان منطبق است. روند رخدادها در این دو منطقه در قرن نوزدهم متفاوت شد، زیرا شکست شورش وینتیان علیه سیام در سال ۱۸۲۷ منجر به جابه‌جایی عمده جمعیت از لائوس امروزی به ایسان شد. این امر لائوس را کم جمعیت کرد. انشعاب بین دو کشور با معاهدات فرانسه-سیام در سالهای ۱۸۹۳ و ۱۹۰۴ رسمیت یافت که ایسان و لائوس را به مرز بین سیام و هندوچین فرانسه تبدیل کرد.
از آن زمان، تایلند و لائوس هر دو در جهت کشورسازی و اتحاد ملی تلاش کرده‌اند و به این خاطر بر اقلیت‌های یکدیگر فشار آورده‌اند. در ایسان، این امر منجر به وفاداری بیشتر مردم محل به تایلند شده‌است، مفهومی که به عنوان تایلندی‌سازی شناخته می‌شود.

## گسترش
حدود ۳ میلیون لائو در لائوس زندگی می‌کنند که حدود نیمی از جمعیت آن کشور را تشکیل می‌دهد. لائوها حدود یک سوم جمعیت تایلند را تشکیل می‌دهند. علاوه بر لائو در ایسان و بانکوک، مردم لائو دیگری نیز در سراسر کشور پراکنده هستند، اما آنها در جمعیت عمومی تایلند جذب شده‌اند. جوامع کوچکی از مردم لائو نیز در کامبوج و ویتنام زندگی می‌کنند.

## فرهنگ
هم ایسان و هم لائوها از نظر اقتصادی فقیرند، که دلیل آن تا حدی به زمین‌های بایر و آب و هوای خشک منطقه (به ویژه در ایسان) برمی گردد. سیاست نیز مدت‌هاست که تأثیرگذار بوده‌است: دولت تایلند مدت‌هاست که ایسان مورد غفلت قرار داده‌است و تایلندی‌های دیگر نقاط تایلند نیز به مردم ایسان به دیده تحقیر نگاه می‌کنند. در لائوس، پس از به دست گرفتن قدرت در سال۱۹۷۵، حزب و دولت کمونیست برای مدت طولانی کشورداری را بر اساس اصول اقتصادی غیرقابل دوام ادامه دادند.
بیشتر مردم لائو از طرق کشاورزی زندگی می‌کنند. چند مرکز شهری وجود دارد.
به‌طور کلی دین مردم لائو بودیسم تِرَواده است.
در غذاهای اصلی لائوها از مقدار زیادی سس ماهی، فلفل قرمز و برنج چسبناک استفاده می‌شود. آشپزی لائو عناصری از غذاهای فرانسوی را پذیرفته‌است.
موسیقی محلی لائو و ایسان دارای سبک مور لام است.